# Generation Park

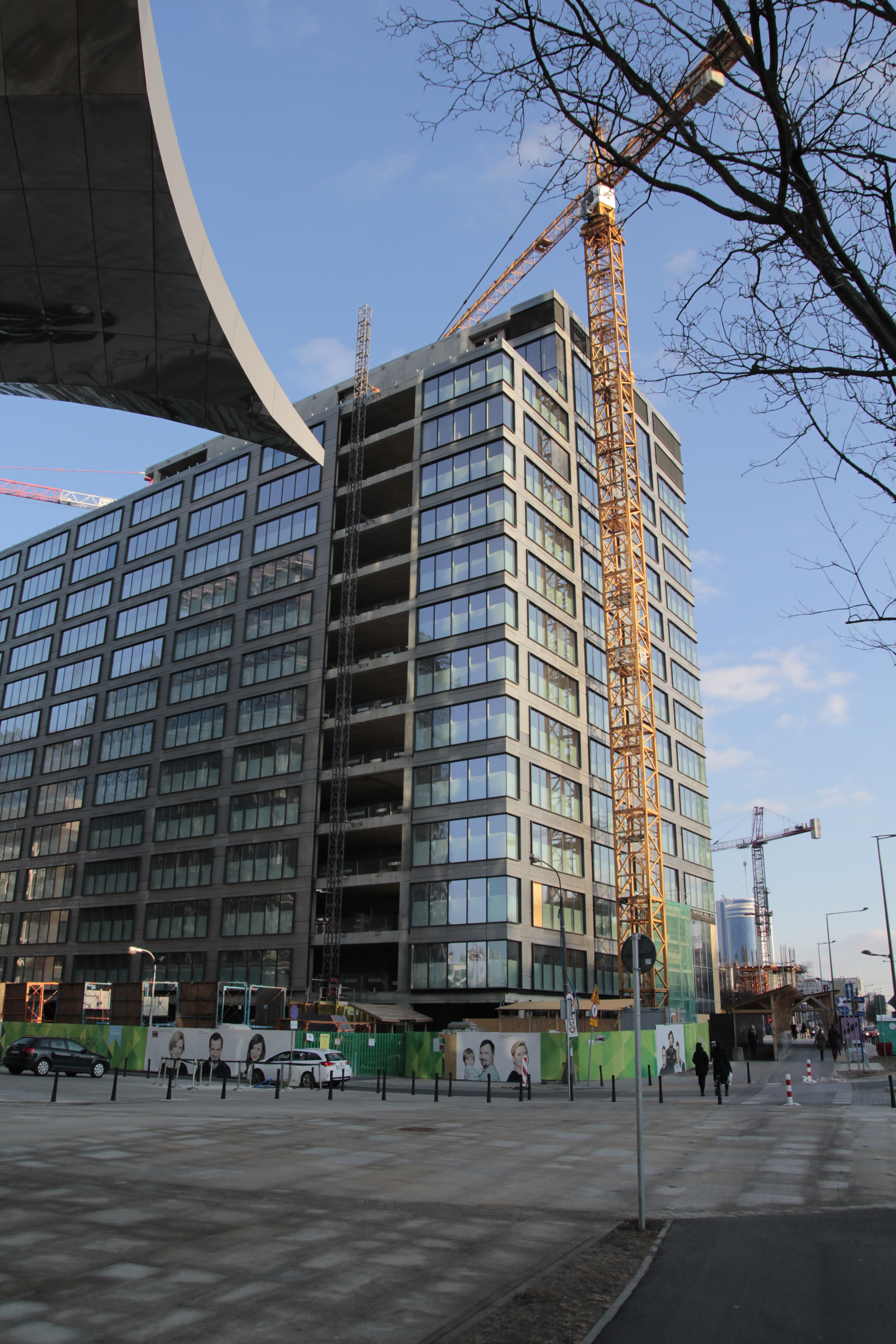
Generation Park, Gebäude Z, kurz vor Fertigstellung, März 2019

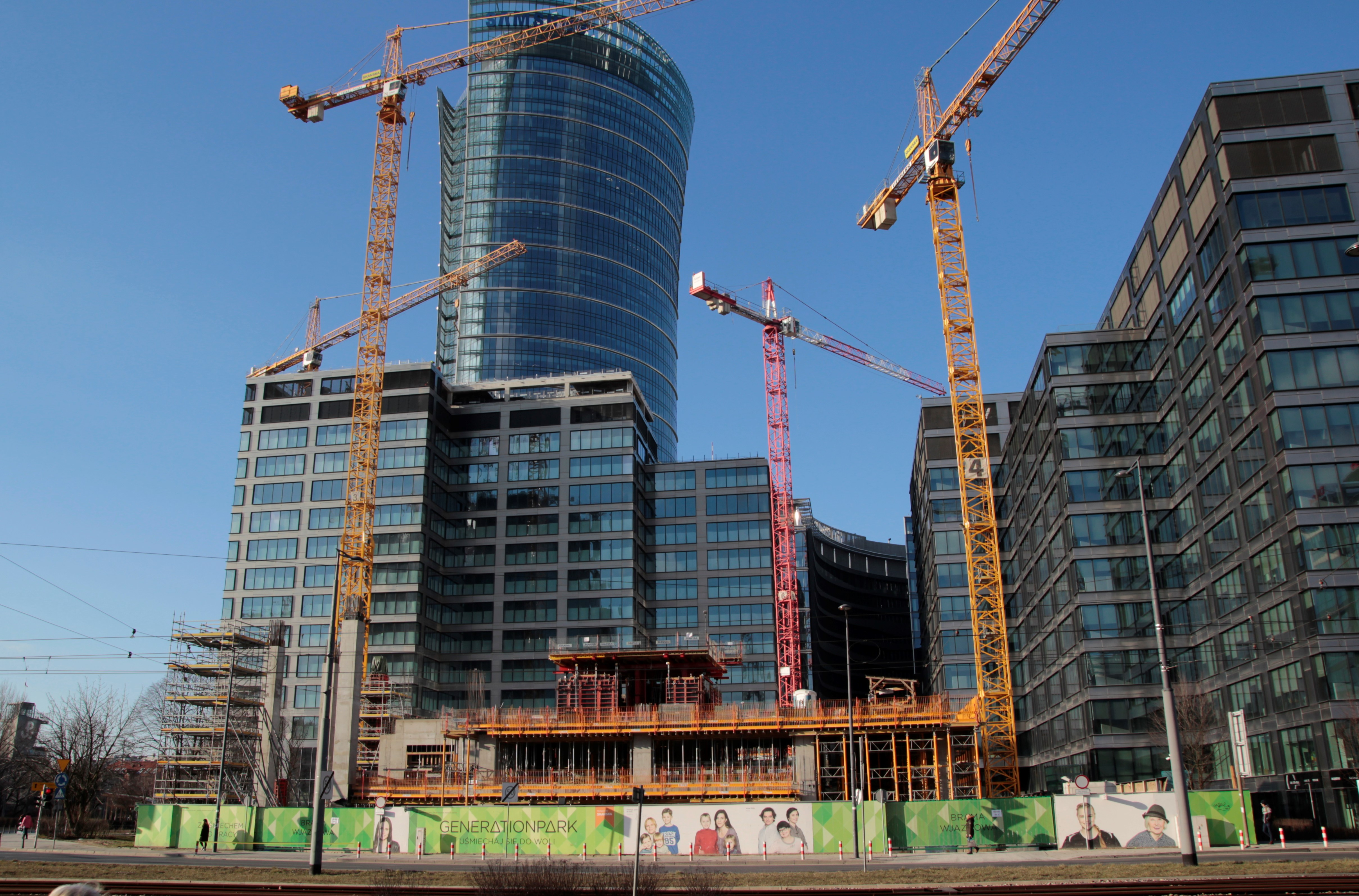
Generation Park, Gebäude Y (Hochhaus), Baubeginn, März 2019. Links Gebäude Z, rechts Gebäude X, im Hintergrund Warsaw Spire

Generation Park  ist ein Warschauer Bürogebäudeensemble. Es liegt an der Kreisverkehrskreuzung Rondo Daszyńskiego im Stadtdistrikt Wola. Eine frühere Bezeichnung des Gebäudes lautete Skanska Tower. Die dreiteilige Anlage (Generation Park X, Y und Z) wurde in Etappen gebaut. Die Tiefbauarbeiten begannen im November 2015; das erste Gebäude wurde im Jahr 2017, das zweite im September 2019, das dritte im März 2021 fertiggestellt.

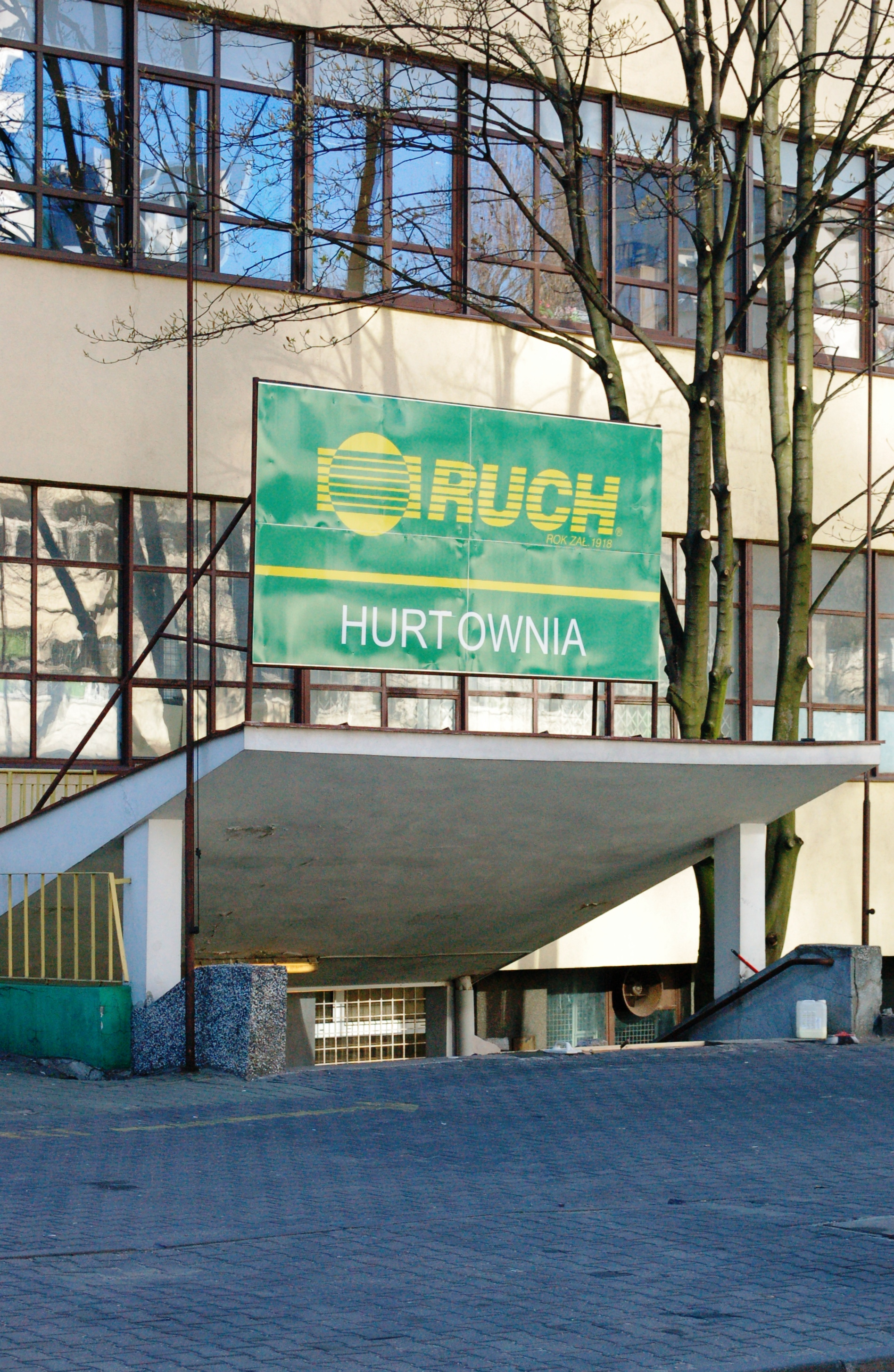
Früher befand sich anstelle der neuen Gebäudegruppe die Zentrale und ein Lager (Großhandel) der Ruch

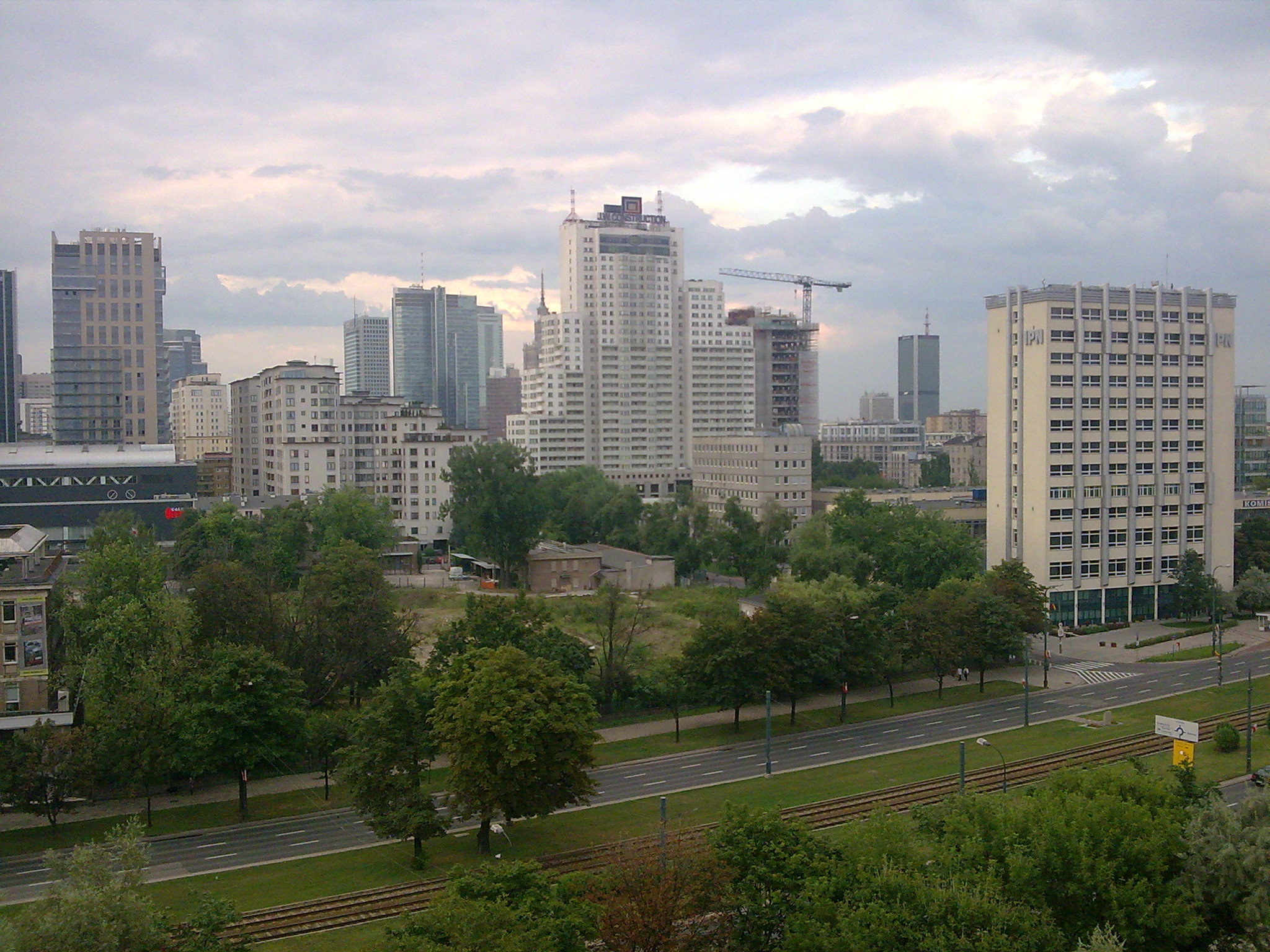
In den 2000er Jahren bezog das Instytut Pamięci Narodowej das dreizehngeschossige Gebäude (auf Foto am rechten Bildrand)

## Lage und Geschichte
Die Gebäudegruppe liegt zwischen den Straßen ul. Towarowa, ul. Łucka, ul. Prosta und ul. Wrona, wobei die Kreuzung von ul. Towarowa und ul. Prosta hier einen Verkehrskreisel (Rondo Daszyńskiego) bildet.
Ursprünglich befand sich am Bauplatz ein Büro- und Lagerkomplex der Ruch, in dem sich die Zentrale des Pressevertriebsunternehmens befand. Seit den 2000er Jahren hatte Ruch das Bürogebäude an das Instytut Pamięci Narodowej vermietet, das es – auf eigene Kosten – für 17 Millionen Złoty sanieren ließ. Im August 2012 erwarb das Bauunternehmen Skanska Property Poland die Immobilie und kündigte den Mietvertrag mit dem IPN. Im Oktober 2013 zog das Institut aus. Im Jahr 2014 wurde das 13-geschossige Gebäude abgerissen.

## Gebäude und Architektur
Das Gebäudeensemble besteht aus drei Bürogebäuden. Zwei Gebäude fallen flacher aus (10 bzw. 13 oberirdische Geschosse, Generation Park X und Z bzw. GX und GZ), ein drittes (Generation Park Y oder auch: GY) gehört mit 38 oberirdischen Geschossen und einer Dachhöhe von 140 Metern (Gesamthöhe 180 Meter) zu den höchsten Bürogebäuden Warschaus. Die Gesamtnutzfläche der Gebäude beträgt ca. 80.000 m² Bürofläche sowie 20.000 m² Service- und Gewerbefläche. Der Immobilienentwickler ist Skanska Property Poland, als Generalbauunternehmer ist Skanska Polska verantwortlich. Die Gestaltung der Gebäude im neomodernen Stil stammt von JEMS Architekci. Skanska sieht sich bei der Realisierung des Projektes und der Revitalisierung des Rondo Daszyńskiego als Hauptwettbewerber von Ghelamco, einem Entwickler, der in unmittelbarer Umgebung ebenfalls großflächige Büroimmobilien errichtet (The Warsaw Hub und Warsaw Unit).
Die drei Gebäude (GX, GY und GZ) bieten in Untergeschossen Stellplätze für 593 Kraftfahrzeuge (160, 323 und 110) und 399 Fahrräder (88, 209 und 102). Im Hochhaus gibt es auf verschiedenen Etagen sechs sogenannte „Sky-Office“-Räume, deren Raumhöhe jeweils zweigeschossig ist. In der 35. Etage des Gebäudes befindet sich 127 Meter über dem Straßenniveau eine begrünte Terrasse. Das Gebäude ist LEED-zertifiziert.
Skanska verkaufte das erste Gebäude des Bürokomplexes (Generation X) im Jahr 2018 an einen Immobilienfonds der deutschen HansaInvest Real Assets. Bereits 2017 war Citi Service Center Poland, eines der größten Shared Service Center der Citigroup, Hauptmieter des Gebäudes geworden.

## Fußweg
Die zum Generation Park gehörenden Fußwege sind mit einem Betonbelag ausgestattet, der die Luft von Verschmutzungen reinigt. Der verwendete Beton hat photokatalytische Eigenschaften. Mithilfe der in der Sonnenstrahlung enthaltenen Ultraviolettstrahlung werden von Autoabgasen stammende, schädliche chemische Verbindungen (z. B. Stickstoffdioxid) in ihre Einzelbestandteile zerlegt und über Regenwasser in die Kanalisation entsorgt. Bei diesem Projekt kooperierte Skanska Property Poland mit dem Zementhersteller Górażdże Cement SA sowie dem Geophysischen Institut der Polnischen Akademie der Wissenschaften, der Fakultät für Ingenieurwesen der Technischen Universität Warschau und der Geologie-Fakultät der Universität Warschau.